# Bleeding
Il bleeding (dall'inglese to bleed - essudare) o essudazione del calcestruzzo è un aspetto particolare della segregazione del calcestruzzo.

## Cause
L'essudazione risulta essere tanto più elevata quanto nel calcestruzzo è maggiore il rapporto acqua/cemento, e più basso è il dosaggio di cemento e/o è surdosato in additivo fluidificante o superfluidificante.

L'essudazione può essere causata anche da un eccessivo costipamento.

## Descrizione del fenomeno e difetti
Il bleeding consiste nella risalita in superficie, durante il costipamento del conglomerato cementizio, di una parte dell'acqua di impasto con la formazione di uno strato d'acqua e cemento (boiacca) sulla superficie del conglomerato.

L'essudazione comporta l'insorgere negli strati più superficiali di un rapporto acqua/cemento eccessivo, che è causa di un abbattimento della resistenza meccanica e del grado di durabilità della zona corticale, che è quella più esposta agli agenti atmosferici ed a sollecitazioni quali urti, abrasioni ecc. 

In realtà l'essudazione è un fenomeno più complesso che comporta la raccolta di acqua non solo sulla superficie ma anche il deposito localizzato di acqua all'interno della struttura,  in calcestruzzo (bleeding non manifesto) che è più insidioso del precedente e che può provocare una serie di difetti e punti deboli nella matrice cementizia anche di opere armate:
- durante la risalita, l'acqua può trovare un ostacolo nelle armature; quindi al di sotto dei ferri disposti ortogonalmente rispetto alla direzione di risalita, può accumularsi dell'acqua, che una volta evaporata lascia cavità che riducendo la superficie di contatto tra i ferri e il conglomerato cementizio, possono compromettere l'adesione acciaio - calcestruzzo nonché possono compromettere la protezione dalla corrosione delle armature metalliche per il più facile accesso degli agenti aggressivi (aria e umidità);
- lo stesso fenomeno può verificarsi sotto gli inerti più grossi provocando un indebolimento dell'adesione pasta cementizia - aggregato a causa della eccessiva porosità della zona di transizione[1].

A causa dell'acqua di bleeding che durante la risalita rimane parzialmente intrappolata sotto gli aggregati più grossi la zona di transizione risulta più porosa della pasta cementizia più distante dall'inerte. 

L'indebolimento della zona di transizione assume particolare importanza pratica nella produzione di calcestruzzi HPC e HSC. 

In questi casi si adottano rapporti a/c bassissimi (0,25 - 0,40) per conseguire una microstruttura della matrice cementizia paragonabile a quella dell'aggregato lapideo. Se però la zona di transizione rimane porosa per effetto del bleeding, essa diventa l'anello debole della catena, e la rottura del calcestruzzo avviene localizzata nella zona di transizione, compromettendo l'effetto benefico della diminuzione del rapporto a/c.

A causa del bleeding possono essere compromesse anche le riprese di getto

## Limiti normativi
In conformità alla norma UNI 7122 l'essudamento di acqua deve risultare non superiore allo 0,1%.

## Rimedi
Per ridurre il fenomeno sono largamente utilizzati il fumo di silice, e gli additivi fluidificanti e superfluidificanti per ridurre l'acqua di impasto. 

Siccome al bleeding si accompagna quasi sempre alla sedimentazione degli inerti più grossolani è importante aumentare il dosaggio di cemento e la frazione fine della curva granulometrica oppure utilizzare la sola cenere volante che svolge la funzione sia di legante che di inerte fino.

Nelle strutture bidimensionali, quali i pavimenti industriali, si può ancora utilizzare la cosiddetta finitura a spolvero, ideata circa trent'anni fa, che consiste nel cospargere sulla superficie del getto una miscela secca di cemento e inerti e nell'ottenerne l'inglobamento nel calcestruzzo mediante l'uso di macchine fratazzatrici.

In questo modo si aumenta la quantità di cemento (e di aggregati) in corrispondenza dell'estradosso della struttura o per bilanciare l'arricchimento in acqua causato dal bleeding e mantenere, così, inalterato il rapporto a/c o, addirittura, ridurlo con conseguenze benefiche sulla durezza e sulla resistenza all'usura della superficie stessa.

Nell'utilizzo di questa finitura è importante la tempistica in relazione alla consistenza del calcestruzzo in superficie: esse non debbono essere eseguite troppo tardi, né troppo presto. 
Nel primo caso, il calcestruzzo ha già in fase di presa, pertanto non è possibile ottenere un adeguato incorporamento dei due materiali; si formano due strati diversi e sovrapposti che tendono facilmente a distaccarsi determinando la delaminazione o scartellamento dello spolvero. 
Nel secondo, invece, il calcestruzzo è troppo fresco, l'acqua di bleeding, che ancora seguita a risalire dal basso, viene bloccata dallo strato di calcestruzzo superficiale in cui è stato incorporato lo spolvero indurente che, grazie alla sua impermeabilità, impedisce all'acqua di bleeding di fuoriuscire. 
Sotto lo strato di spolvero si possono formare delle lenti di acqua che con il tempo vengono riassorbite dal calcestruzzo lasciando dei vuoti che a seguito di lievi sollecitazioni determinano la delaminazione dello strato superficiale.

## Fessurazioni
Nelle opere armate, quali le platee di fondazioni e le piastre, a causa del bleeding ed in generale dei fenomeni segregativi, si innesca un abbassamento differenziato della matrice cementizia causato dall'ostacolo creato dalla presenza dei ferri.

Questo fa insorgere tensioni di trazione nella zona superficiale che possono essere causa di fessurazioni che hanno la caratteristica di seguire l'andamento delle armature (fessurazioni a rete).

## Normativa
- UNI 7122:2008- Prova sul calcestruzzo fresco - Determinazione della quantità d'acqua d'impasto essudata